# NGC 246
NGC 246 és una nebulosa planetària en la constel·lació de la Balena, de vegades anomenada nebulosa de l'Esquelet. A causa del seu baix brillantor superficial, es recomana per a la seva observació un cel fosc i la utilització d'un telescopi de diàmetre major o igual a 150 mm. Va ser descoberta en l'any 1785 per William Herschel.
A la imatge en fals color presa pel Telescopi espacial Spitzer es pot veure l'estrella agonitzant al centre, envoltada per un núvol de pols i gas. Aquesta estrella central (HIP 3678) té magnitud visual 12, i té una companya més tènue de magnitud 14-3,8 arcsec. Probablement siguin dues estrelles de la mateixa línia de visió, però hi ha la possibilitat que sigui una veritable estrella binària.
Amb el telescopi Spitzer s'ha mesurat la radiació infraroja de la nebulosa i s'ha descobert un anell de material lleugerament descentrat respecte el nucli. Els gasos expel·lits apareixen de color verd, i l'anell de material expulsat per l'estrella a l'envellir es mostra en color vermell. Es pensa que l'anell està compost principalment per molècules d'hidrogen, expulsades de l'estrella en forma d'àtoms que en refredar-se van formar molècules.